# آلفونس دو بردنبک دو شاتوبریان
آلفونس دو بردنبک دو شاتوبریان (به فرانسوی: Alphonse de Brédenbec de Châteaubriant) نویسنده و روزنامه‌نگار قرن نوزدهم میلادی اهل فرانسه است. سراسر آثار این نویسنده نشان زمانه بر خود دارد به گونه‌ای که خود در آغاز کتاب خاطره‌های پس از مرگ می‌نویسد: «من چند ساعتی بیش زندگی نکرده بودم و نشان سنگینی زمان دیگر بر پیشانیم نقش بسته بود».

## آثار
رساله‌ای در باب انقلاب‌ها (1797)
آتالا (1801)
رُنه (1802)
جلال مسیحیت (1802)
زندگانی رانسه (1844)